# Гуннбьёрновы Островки
Гуннбьёрновы Островки (исл. Gunnbjarnarsker) — небольшие островки, которые находились между островами Исландия и Гренландия, открытые норвежским мореплавателем Гуннбьорном Ульфсоном в IX веке.

## История открытия
Точная дата открытия островов неизвестна, однако архипелаг упоминается во многих источниках. Так, в «Саге о гренландцах» (исл. Grænlendinga saga) рассказывается, что Эрик Рыжий хотел остановиться на островках Гуннбьёрна по пути в Гренландию:
«Сага о гренландцах»:

На тинге Мыса Тора Эйрик был объявлен вне закона. Он снарядил в Эйриковом Заливе корабль для морского плаванья, и, когда отъезжал, Стюр и другие проводили его за острова. Эйрик сказал им, что хочет искать ту страну, которую видел Гуннбьёрн, сын Ульва Вороны, когда его отнесло далеко на запад в море и он открыл Гуннбьёрновы Островки. Он добавил, что вернется к своим друзьям, если найдет эту страну.Оригинальный текст (др.-исл.)Eiríkr varð sekr á Þórsnessþingi. Bjó Eiríkr þá skip sitt til hafs í Eiríksvági. En er hann var búinn, fylgðu þeir Styrr honum út um eyjar. Eiríkr sagði þeim, at hann ætlaði at leita lands þess, er Gunnbjörn, sonr Úlfs kráku, sá, er hann rak vestr um haf, þá er hann fann Gunnbjarnarsker. Kveðst hann aftr mundu leita til vina sinna, ef hann fyndi landit.
Также известно, что острова посетил известный исландский мореплаватель Снэбьёрн Боров (исл. Snæbjörn Galti), который вторым достиг берегов Америки и первым высадился там.
Согласно карте Иоганна Руиша 1507 года, Гуннбьёрновы Островки исчезли после извержения вулкана в 1456 году.
Точное местонахождение Гуннбьёрновых Островков неизвестно. По мнению М. И. Стеблина-Каменского, архипелаг находился к востоку от Ангмагссалика.

## Поселения
Некоторые источники указывают, что на островках было небольшое количество постоянного населения. К 1381 году на островах находилось 18 ферм.